# فرناندو غاوتشو
فرناندو غاوتشو (بالبرتغالية: Fernando da Silva Jaques‏) هو لاعب كرة قدم برازيلي في مركز الهجوم، ولد في 12 يناير 1980 في بورتو أليغري في البرازيل. لعب مع غريميو بورتو أليغرينزي ونادي إيتوانو ونادي بارانا ونادي باسوش دي فيريرا ونادي غواراني ونادي كاشياس دو سول ونادي كريسيوما.

## وصلات خارجية
- فرناندو غاوتشو على موقع قاعدة بيانات كرة القدم.إي يو (الإنجليزية)